# Королевская прерогатива (Великобритания)
Королевская прерогатива — это набор традиционных полномочий, привилегий и иммунитетов, которыми обладает британский монарх, представляющий в своём лице Британскую корону. Монарх Великобритании в юридическом статусе Короны (англ. The Crown) считается главой государственной исполнительной власти, а его прерогативы — источником многих полномочий британского правительства.
Ранее королевские прерогативы использовались монархом по собственному усмотрению и инициативе. Однако с девятнадцатого века традиционным стало использование прерогатив по совету премьер-министра или Кабинета министров, которые, в свою очередь, подотчётны парламенту. Таким образом, без надлежащего «совета» монарх не пользуется большей частью своих полномочий. С точки зрения конституционного права монарх сохраняет право использовать свои прерогативы вопреки совету правительства (либо самостоятельно, без такого совета), но на практике подобное как правило применяется лишь в чрезвычайной ситуации, а также в случаях, когда существующие прецеденты, традиции и законы не дают ответа на вопрос о возможных действиях в конкретной ситуации.
В наши дни королевские прерогативы используются Кабинетом министров, действующим от лица и по поручению монарха. Полномочия монарха в сфере международных отношений, обороны и национальной безопасности очень широки, однако, как правило, применяются правительством от имени монарха.

## Определение

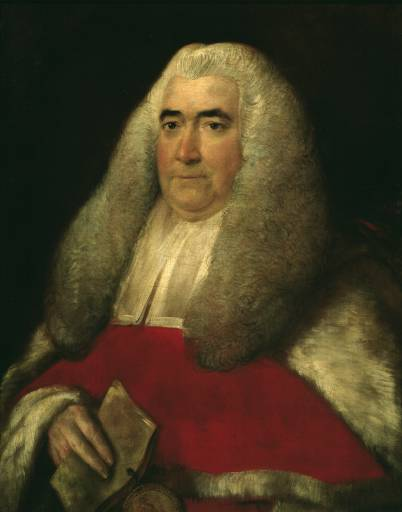
Вильям Блэкстон, считавший, что королевская прерогатива — это любое полномочие, которое принадлежит исключительно монарху

Определить полный спектр ситуаций, в которых действуют королевские прерогативы, невероятно сложно, поскольку это относится к вопросам английского общего права, определяемого не писаными законами, а судебными прецедентами. Известный британский юрист Альберт Дайси предлагал такое определение:
Исторически и фактически прерогатива – это не что иное, как остатки той неограниченной и дискреционной власти, которая в любой момент времени юридически остаётся в руках короны. Прерогативами следует называть остатки изначальных полномочий короны. Все действия, которые правительство может совершать без ссылки на акт парламента совершаются на основе Королевской прерогативы. 
Хотя многие комментаторы следуют мнению Дайси, и сейчас есть конституционалисты, которые предпочитают определение, данное Вильямом Блэкстоном в 1760-х годах:

Под словом «прерогатива» мы, как правило, понимаем особые права, которые Король имеет над всеми своими подданными согласно обычному праву, которыми он обладает в силу своего королевского достоинства. И применим данный термин может быть исключительно к тем полномочиям, которые принадлежат Королю лично, а не те, которыми он делится с другими своими подданными.
Различия в этих определениях состоят в том, что по мнению Дайси любые управляющие действия, не основанные на законах, совершаются на основе королевских прерогатив, в то время как Блэкстон считает, что таковыми являются исключительно те действия, которые не могут совершаться иными органами власти, кроме самого монарха, например, объявление войны.
Судебная практика в данных вопросах противоречива. В то же время окончательное решение данного спора не предвидится, так как сложно представить себе дело, решение которого бы зависело именно от решения данного вопроса.
Крайне важным в определении прерогативы является то, что она олицетворяет собой дискреционные полномочия. То есть, вне зависимости от того, используется ли она монархом или кабинетом министров от имени монарха, она осуществляется на усмотрение того, кто ею пользуется. В то же время при использовании полномочий, данных законом, использующий жестко связан заранее установленными рамками.

## История

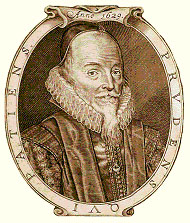
Сэр Эдвард Коук, считавший, что королевская прерогатива не даёт монарху право быть судьей

Королевская прерогатива изначально появилась именно как набор персональных полномочий монарха. Начиная с XIII века английские монархи, подобно французским, получили абсолютную власть. Но эта абсолютная власть была ограничена волнениями, потрясавшими Англию в результате феодальной борьбы. Впервые понятие королевское прерогативы стало применяться во времена Ричарда II.
Начиная с XVI века волнения в Англии стихли и монарх стал по-настоящему независим. Генрих VIII и последующие монархи возглавляли протестантскую англиканскую церковь и, соответственно, не были подотчетны духовенству. В то же время начинала возрастать роль парламента.Хотя монарх и был подавляющим участником политических процессов, суды ни разу не указывали на наличие у него абсолютных полномочий, признавая значительную роль парламента. Сам Генрих VIII признавал, что когда он действует с согласия парламента, он намного более могущественен, чем когда действует без такого согласия. Особенно показательным являлись вопросы налогообложения: король не мог устанавливать налоги без согласия парламента.
В то же время Генрих и последующие монархи следовали воле судов, хотя, теоретически, монарх не связан их решениями. Генрих часто запрашивал юридические советы и следовал им, подчеркивая, что стабильное государство должно следовать закону. Именно в этот период сложился принцип верховенства права над всеми, в том числе и над монархом. Король имел неограниченную дискрецию во всех сферах, за исключениях тех, в которых суды установили ограничения, либо же в тех сферах, где король решил ограничить себя сам.
Однако, в 1607 году Яков I заявил, что он, как монарх, имеет божественное право быть судьей и интерпретировать общее право согласно своему усмотрению. Однако судебная власть отвергла эту идею. Сэр Эдвард Коук заявил, что хотя монарх не подвластен человеку — он подвластен закону. Коук заявлял, что пока любой человек, включая монарха, не получил достаточных знаний о законе у него нет права толковать его. Такие знания могут быть получены лишь после длительного изучения и применения законодательства, а потому Яков I не подходил на роль судьи. В 1611 году Коук в своем судебном решении установил, что монарх может лишь пользоваться прерогативами, но не создавать новые.
В результате Славной Революции был написан Билль о правах 1689 года, который укрепил власть парламента. Билль установил конкретные рамки, в которых может действовать королевская прерогатива. В частности Статья 1 Билля гласила о том, что монарх не может отменять или приостанавливать действие законов без согласия парламента. Статья 4 подтвердила ранее установленную практику о том, что корона не вправе собирать налоги без разрешения парламента, а также в размерах, больших, чем установил парламент. Впоследствии прерогативы продолжали ограничиваться. Например, в 1694 году были установлены сроки, в которые монарх обязан созвать парламент.

## Конкретные прерогативы

### Законодательные

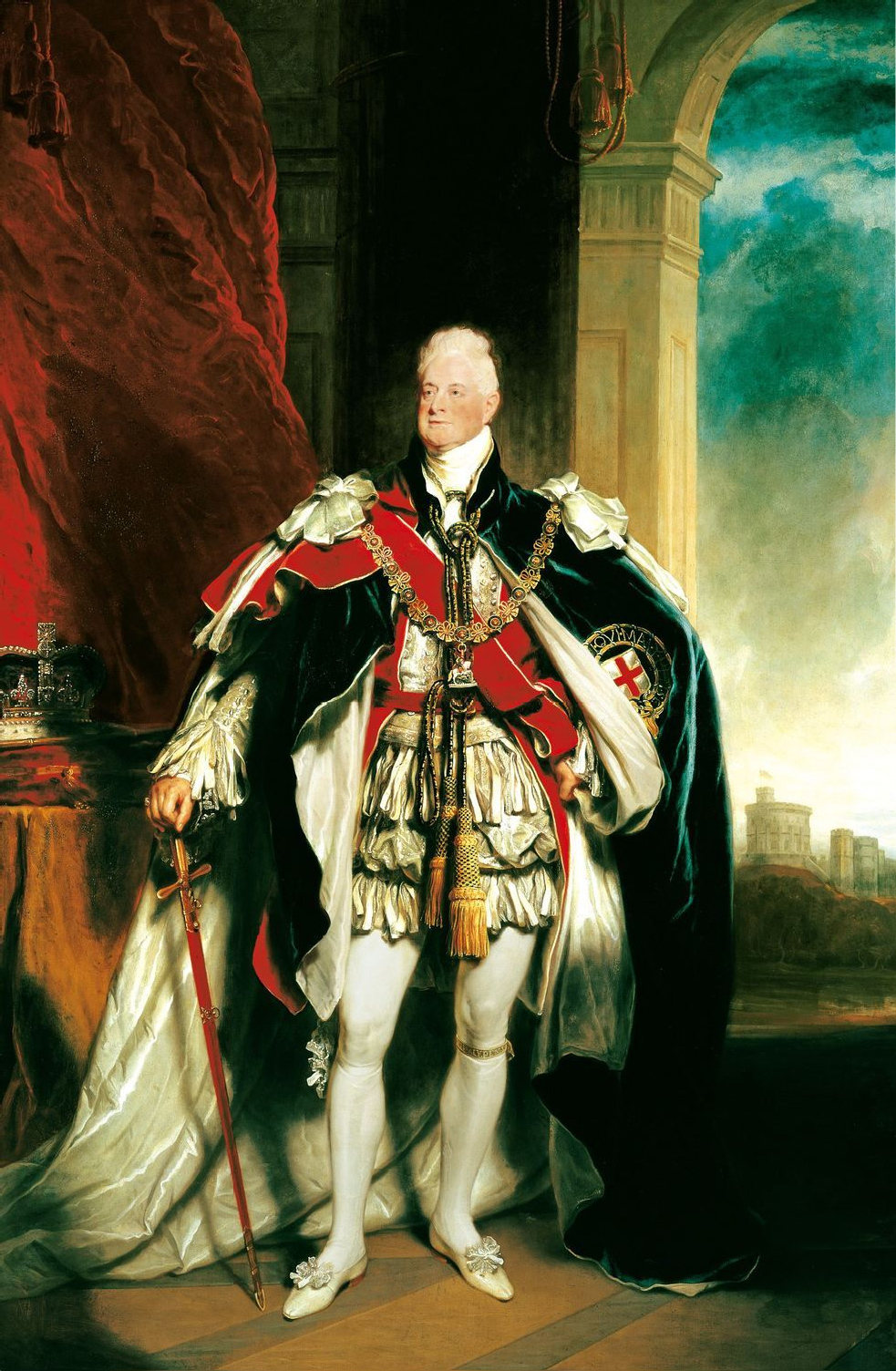
Вильгельм IV, последний монарх, распустивший парламент по собственной инициативе

Одной из наиболее известных прерогатив монарха было право роспуска парламента, которая была «возможно, самой важной остаточной прерогативой, осуществляемой лично сувереном, и представляет собой наибольший потенциал для споров». Как правило, монарх использовал это право по предложению премьер-министра — по его личной инициативе либо по в результате выражения недоверия парламентом. Теоретики спорят о том, сохранил ли монарх в наши дни право роспуска парламента без предложения премьера-министра. В частности сэр Айвор Дженингс утверждал, что использование прерогативы без предложения Кабинета министров не является возможным. Однако он же добавлял, что в ситуации, когда премьер-министр отказывается дать такой совет — монарх в праве сменить премьер-министра. Альберт Дайси утверждал, что в чрезвычайной ситуации монарх может распустить парламент единолично. Например, если станет очевидным, что парламент не выражает мнения своих избирателей и воли нации в целом.
Монарх может принудить к роспуску парламента путём отказа от королевской санкции (либо как ещё данное полномочие называют королевское согласие); так как это тогда приведёт к отставке всего правительства. По традиции монарх всегда даёт своё согласие на любой принятый парламентом закон. В последний раз в согласии было отказано в 1708 году во время правления королевы Анны, когда королева по совету премьер-министра отказалась подписать закон о шотландском ополчении. Данный аналог «права вето» является исключительным правом монарха, которым он может воспользоваться заблокировав тот или иной законопроект. Это не означает, что право на отказ, даже вопреки желанию премьер-министра, исчезло: угроза королевского вето со стороны Георга III и Георга IV сделала невозможной эмансипацию католиков в период с 1800 по 1829 год, в то время как Георгу V в частном порядке сообщили (его собственный адвокат, а не премьер-министр), что он может наложить вето на третий акт о самоуправлении Ирландии; Дженнингс пишет, что «король во всём исходил из того, что он обладал не только законной властью, но и конституционным правом отказать в согласии». В 2011 году королевская прерогатива роспуска парламента по личной инициативе монарха была упразднена согласно разделу 3 (2) Закона о парламентеи вновь была восстановлена Законом о роспуске и созыве парламента 2022, который вернул правовое положение до 2011 года. Однако раздел 6 (1) закона, конкретно гласит, что на полномочия монарха по приостановлению работы парламента данный закон ни как не влияет. Ныне роспуск парламента возможен исключительно в случаях, установленных законодательно. В то же время прерогатива пророгации парламента сохранилась и сейчас.
Право назначения премьер-министра также является королевской прерогативой. Теоретически монарх вправе назначить Премьером любого своего подданного. Но на практике назначение всегда получает тот, кто обладает поддержкой большинства в Палате общин. Как правило, это лидер политической партии, получившей большинство мест в парламенте. В ситуации, когда ни одна партия не получила большинство голосов на выборах, как это было в последний раз в 2017 году, действующий премьер-министр имеет первое право сформировать коалиционное правительство и добиваться повторного назначения. Если премьер-министр решит уйти в отставку в период полномочий парламента, он же рекомендует монарху нового премьер-министра, имеющего поддержку той же партии. Однако, если кандидатуры «будущего премьер-министра» нет (например, Невилл Чемберлен в 1937 году или Энтони Иден в 1955 году) монарх в принципе должен выбрать нового премьер-министра (после получения соответствующего совета, не обязательно от уходящего премьер-министра), последним монархом, активно участвовавшим в таком процессе, был Георг V, который назначил Стэнли Болдуина, а не лорда Керзона в 1923 году. Позже монарх дополнительно предоставил политикам выбирать премьер-министра путём частных консультаций (Уинстон Черчилль в мае 1940 года, Гарольд Макмиллан в январе 1957 года, Александр Дуглас-Хьум в октябре 1963 года). В настоящее время монарх данными полномочиями не пользуется, поскольку обычно правящая партия всегда избирает нового премьер-министра, который почти всегда автоматически получает согласие на назначение, поскольку он или она пользуется поддержкой большинства Палаты общин (совсем недавно Тереза Мэй в 2016 году или Борис Джонсон в 2019 году).

### Судебная система
Наиболее известной прерогативой в судебной системе является прерогатива милосердия. Она состоит из права помилования и права предоставления nolle prosequi. Помилование отменяет наказание, назначенной приговором суда, хотя и не отменяет сам приговор и не снимает судимость. Как правило этим правом монарх пользуется по совету государственного секретаря внутренних дел, самостоятельно не участвуя в разборе индивидуальных ходатайств о помиловании. Помилование также может касаться смягчения наказания, в том числе на определённых условиях. Решение о помиловании не может быть пересмотрено в судебном порядке.
Nolle prosequi предоставляется Генеральным прокурором от имени Короны. Его последствием является невозможность поддержки обвинения, что означает невозможность предания обвиняемого суду. Тем не менее лицо не считается оправданным и в будущем Nolle prosequi может быть отозвано, что приведет к предъявлению обвинения.
До судебной реформы и появления апелляционных судов право помилования часто использовалась в ситуациях, когда после приговора возникали обстоятельства, свидетельствующие о невиновности осужденного. Сейчас в таких случаях осужденный может обратиться в апелляционный суд. Кроме того, государственный секретарь получил право отправлять ходатайства о помиловании в апелляционный суд «для дачи совета». По результатам суд, вместо совета, может отменить приговор.

### Международные отношения
Наиболее часто королевские прерогативы используются в сфере международных взаимоотношений. Именно монарх является главой государства с точки зрения международного права, обладая абсолютным дипломатическим иммунитетом. Монарх имеет право объявления войны, заключения мира и подписания международных договоров. Монарх также вправе аннексировать территории, присоединять территории к Великобритании, а также изменять границы территориальных вод и передавать территории другим государствам. Однако последним правом монарх может пользоваться лишь с одобрения парламента, так как передача территории может влиять на права британских подданных, проживающих на ней.
Выдача и отмена британского паспорта — так же королевская прерогатива, ныне использующаяся от имени короны государственным секретарем Однако, поскольку подданные Великобритании согласно обычному праву могут свободно покидать территорию Великобритании и въезжать на неё обратно, суды вправе оценивать законность отказа в выдаче паспорта либо его аннулирования..

### Другие прерогативы
Королевской прерогативой является право предоставления званий и титулов, награждение государственными наградами, назначения в англиканской церкви, а также управление вооруженными силами. Большинство решений о предоставлении званий и титулов, а также награждениях принимаются исполнительной властью, но номинально именно монарх «одаривает» ими. Однако, некоторые почетные звания и награды, в том числе знаменитый Орден подвязки, и сейчас вручаются монархом по собственному усмотрению.
Монарх является верховным главнокомандующим королевских вооруженных сил. Большинство воинских уставов принимается от имени монарха. Также именем монарха осуществляются повышения в званиях, назначения на должности и увольнения с них. Поскольку считается, что верховный главнокомандующий абсолютно свободен в своих решениях в военной сфере, суды не имеют права пересматривать акты, касающиеся военной сферы.
Монарх назначает епископов и архиепископов англиканской церкви, а также выдаёт разрешения на печать англиканской версии Библии.
Монарх имеет исключительное право управления королевским двором. Данное право используется без советов со стороны Премьер-министра.

### Архаичные прерогативы
Кроме вышеуказанных прерогатив корона сохранила за собой полномочия, которые возникли в далеком прошлом и не были отменены парламентом. Во многих случаях парламенту просто нет смысла принимать закон в соответствующей сфере — либо потому, что прерогатива не используется, либо в связи с тем, что нет никакой необходимости в дополнительном регулировании.
К таким «остаточным» прерогативам относят: право чеканить монеты, право собственности короны на диких лебедей и выбросившихся на берег китов, право обустройства гаваней, право выдачи франшизы на паромные переправы, право высылать иностранцев из страны в военное время и многие другие.

## Использование
В наши дни монарх использует королевские прерогативы исключительно по совету правительства. Нынешний Король находится в курсе всех государственных дел благодаря еженедельной закрытой встрече с Премьер-министром. Во время этих встреч Премьер-министр сообщает обо всех правительственных делах и получает советы от монарха. Однако, правительство не обязано этим советам следовать.
Другими словами, сейчас королевская прерогатива используется для управления Великобританией от имени Короля, но без её реального участия. Король же пользуется лишь правом на проведение консультаций, а также правом наставлять и предупреждать. Однако всякая дискреция монарха их королевских прерогатив, практически, исключена.
Практически все права, которыми пользуется Кабинет Министров без одобрения парламента, являются результатом использования королевской прерогативы. Однако с развитием писаного права использование прерогатив уменьшается, поскольку их заменяют полномочия, осуществляемые на основе законов.

### Ограничения
В случаях, когда исполнительная власть использует королевские прерогативы, суды вправе оценивать такие действия с некоторыми ограничениями. Так суды проверяют существование прерогативы, существование обстоятельств, на которые ссылается исполнительная власть, а также оправданность применения прерогативы. В случаях же, когда в определённой сфере имеет законодательное регулирование — прерогативы прекращают свое действие и суды проверяют любое действие правительства на соответствие нормативно-правовым актам парламента. В сферах, в которых прерогативы и законодательство пересекаются, монарх (и правительство от его имени) вправе использовать прерогативы исключительно в пределах, установленных законом. Например, после введения обязанности монарха созывать парламент в определённые сроки, монарх, хоть и сохранил такую прерогативу, утратил право использовать её для созыва парламента в иные сроки, не предусмотренные актом парламента.. Прерогатива не может быть использована в целях «обойти» закон либо действовать против воли парламента.
Именно из-за вышеуказанного принципа Тереза Мэй была вынуждена просить разрешения парламента начать процедуру выхода из Европейского Союза. Суд определил, что поскольку именно парламент принял решение о действии европейских законов на территории Великобритании, а выход из Евросоюза приведет к тому, что эти законы прекратят свое действие, использование королевской прерогативы заключать и расторгать международные договоры для выхода из Евросоюза будет противоречить воле парламента. В связи с этим правительство запросило парламент, который дал свое согласие на выход из ЕС при условии, что окончательный текст договора о выходе будет представлен парламенту на утверждение.

### Судебный контроль
Ранее суды отказывались рассматривать иски, касающиеся обжалования действий представителей исполнительной власти на основании королевской прерогативы. Максимум, который могли рассмотреть суды — это вопрос того, существует ли королевская прерогатива в определённой сфере в принципе. Установив, что прерогатива существует, суд отказывался рассматривать дело по сути.
Но с 1960-х годов ситуация изменилась. Теперь суды стали рассматривать и суть действий исполнительной власти, даже если источником этих действий были королевские прерогативы. В таких случаях суды проверяют процедурную справедливость в принятии решения, соблюдение прав человека, непротиворечие общественным интересам и тому подобное. Таким образом значительная часть действий чиновников стала подсудной, что расширило возможность контроля за исполнительной ветвью власти.

## Реформы
В ближайшем будущем отмена королевских прерогатив маловероятна. Учитывая невероятно широкий спектр деятельности исполнительной власти, в которой используются ссылки на королевскую прерогативу, принятие законов для замены каждой из прерогатив является слишком затратным по времени, а часто — неоправданным.
Тем не менее, всякий закон, устанавливающий правила поведения в сфере, ранее регулировавшейся через применение прерогативы, приводит к «замещению» прерогативы, которая прекращает своё действие. Теоретики не пришли к единому мнению о том, возможно ли восстановить королевскую прерогативу в случае отмены закона. Некоторые конституционалисты считают, что в случае, если прерогатива была упразднена она не может быть восстановлена.